# The Judy Collins Concert
| Оценки критиков               | Оценки критиков |
| Источник                      | Оценка          |
| ----------------------------- | --------------- |
| AllMusic                      | [ 1 ]           |
| Encyclopedia of Popular Music | [ 2 ]           |
| The Rolling Stone Album Guide | [ 3 ]           |

The Judy Collins Concert — первый концертный альбом американской певицы Джуди Коллинз, выпущенный в 1964 году на лейбле Elektra Records.

## Об альбоме
Концерт, с которого была сделана запись альбома, прошёл в нью-йоркском концертном зале The Town Hall 21 марта 1964 года, это было первое выступление певицы на большой сцене, до этого она выступала только в клубах.
На данном альбоме певица вновь смешивает народные песни с авторскими песнями, в основном Боба Дилана, Билли Эдда Уиллера и Тома Пакстона. Также отличительной особенностью этого концертного альбома является то, что практически все песни ранее певицей не исполнялись, за исключением песни Шела Силверстайна «Hey Nelly Nelly», которая вошла в её третий студийный альбом Judy Collins #3 (1963).

## Список композиций
| №  | Название                             | Автор(ы)         | Длительность |
| -- | ------------------------------------ | ---------------- | ------------ |
| 1. | «Winter Sky»                         | Билли Эдд Уиллер | 3:44         |
| 2. | «The Last Thing On My Mind»          | Том Пакстон      | 3:25         |
| 3. | «Tear Down The Walls»                | Фред Нейл        | 2:18         |
| 4. | «Bonnie Boy Is Young»                | народная         | 4:11         |
| 5. | «Me And My Uncle»                    | Джон Филлипс     | 2:46         |
| 6. | «Wild Rippling Water»                | народная         | 3:23         |
| 7. | «The Lonesome Death Of Hattie Carol» | Боб Дилан        | 5:28         |

| №  | Название               | Автор(ы)                       | Длительность |
| -- | ---------------------- | ------------------------------ | ------------ |
| 1. | «My Ramblin' Boy»      | Том Пакстон                    | 4:58         |
| 2. | «Red-Winged Blackbird» | Билли Эдд Уиллер               | 2:15         |
| 3. | «Coal Tattoo»          | Билли Эдд Уиллер               | 2:48         |
| 4. | «Cruel Mother»         | Юэн Макколл                    | 5:43         |
| 5. | «Bottle Of Wine»       | Том Пакстон                    | 2:23         |
| 6. | «Medgar Evans Lullaby» | Ричард Вайсман                 | 3:35         |
| 7. | «Hey Nelly Nelly»      | Джин Фрайдман, Шел Силверстайн | 2:59         |

## Участники записи
- Джуди Коллинз — вокал, гитара
- Чак Израельс[англ.] — контрабас, виолончель
- Стив Манделл[англ.] — банджо, гитара